# Marie Petiet
Eulalie Marie Louise Petiet, más conocida como Marie Petiet, (Limoux, Aude, 20 de julio de 1854- Castillo de La Bezole, Aude, 16 de abril de 1893) fue una pintora francesa.

## Trayectoria
Perteneciente a una familia de terratenientes y artistas, conoció la pintura desde muy joven. Su madre fue Marie Pauline Eulalie Maraval (1825-1854), su padre el barón Léopold Henri Petiet (1819-1885) y su abuelo, Pierre Claude Petiet, fue coronel bajo el Primer Imperio. Petiet se casó el 4 de febrero de 1886 en París con Étienne Dujardin-Beaumetz, pintor y político de la Tercera República, diputado y luego senador del Aude, que fue subsecretario de Estado de Bellas Artes en diferentes gobiernos. 
Comenzó a pintar realizando copias de Diego Vélazquez, Pierre Paul Rubens y Frans Hals. En 1867, con solo 13 años, creó todas las estaciones del Calvario para la iglesia de La Bezole, edificio en cuya restauración había participado su padre y su tío Auguste Petit. Se formó con Louis Hector Leroux y después entró en el taller de Jean-Jacques Henner, que la orientó hacia el arte del retrato.
Toda su obra está impregnada de realismo y frescura, retratando la vida provincial en Aude. Una de sus pinturas más famosas es Les Blanchisseuses (Limoux, Musée Petiet),que se exhibió en el museo Petiet de Limoux poco antes de ser enviado al Salón de Bellas Artes de París en 1882.
En 1880, Léopold Petiet, padre de la artista y alcalde de La Bézole, donó su taller al ayuntamiento de Limoux para montar una escuela de dibujo que posteriormente se convirtió en el Museo Petiet.

## Obras
- Cambrai, Musée de Cambrai: Jeunes filles au travail, 1890, obra perdida.
- Carcassonne, musée des Beaux-Arts : La Liseuse endormie, 1882, óleo sobre lienzo.
- Limoux, Musèe Petiet:
  - Guignol au village, 1886, óleo sobre tabla
  - Jeune fille lisant une lettre, donación de la familia Moulis
  - Jeunes filles à l'église
  - La Jeune Fille aux oies
  - La Liseuse
  - Les Blanchisseuses
  - Trois Grisettes toulousaines, 1879
  - Rêverie, donación de la familia Grillères
  - Autoportrait, 1875
  - Portrait de Madame M.F, 1891.
- Saintes, Musée de l'Échevinage: Le Repos du modèle, 1882.

- Ubicación desconocida:
  - Le Travail interrumpu, 1883, óleo sobre lienzo, medalla en la exposición de Rochefort-sur-Mer en 1883.
  - La Rosita, 1883, óleo sobre lienzo, obra vendida en 2018 en Uruguay.[6]
  - Le Petit Journal, óleo sobre lienzo, expuesto en el Salón de París de 1883.
  - Lingerie, óleo sobre lienzo, expuesta en el Salón de París de 1884.

## Galería

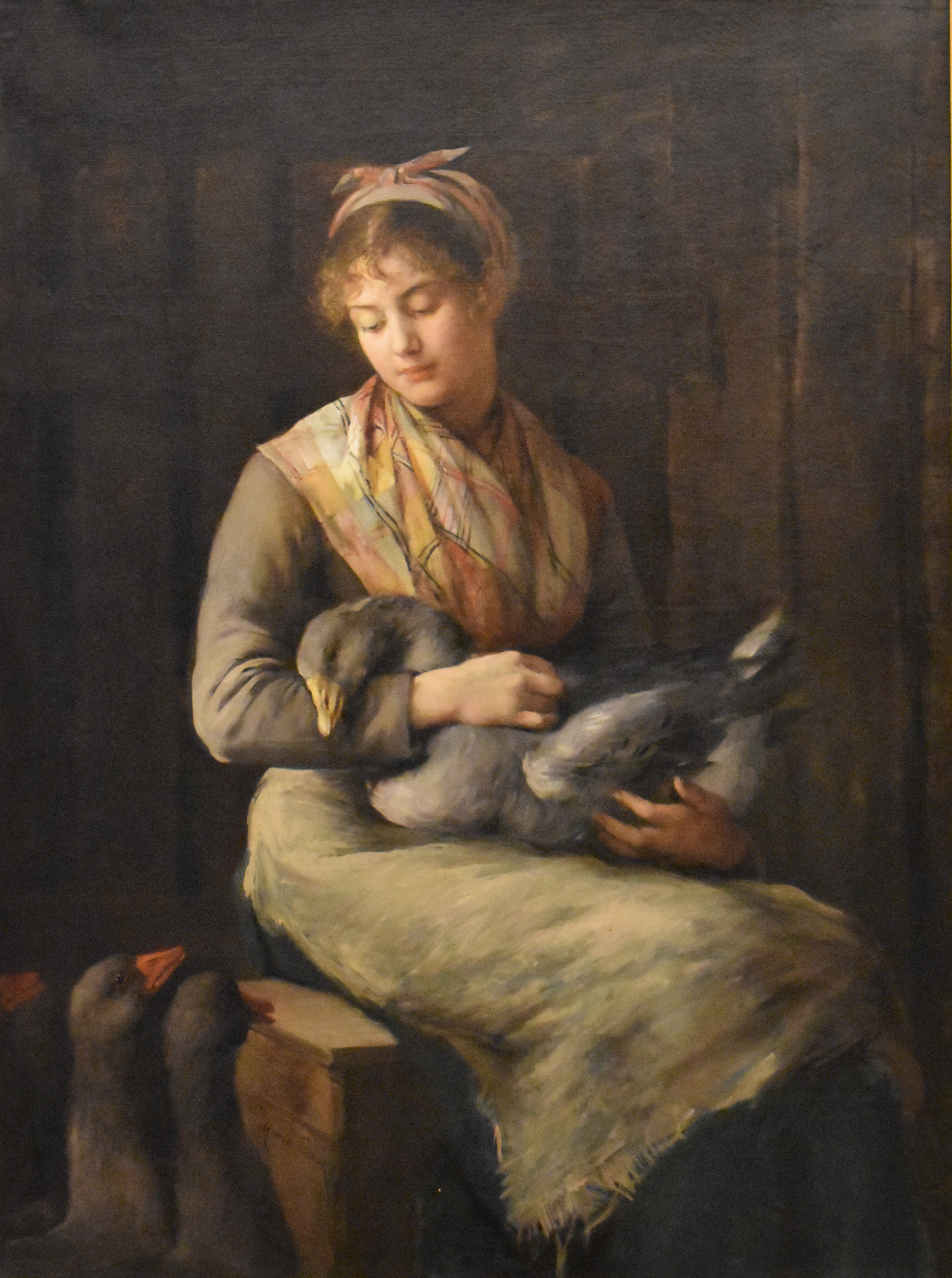
Jeune fille aux oies (década de 1870),Limoux,Museo Petiet.
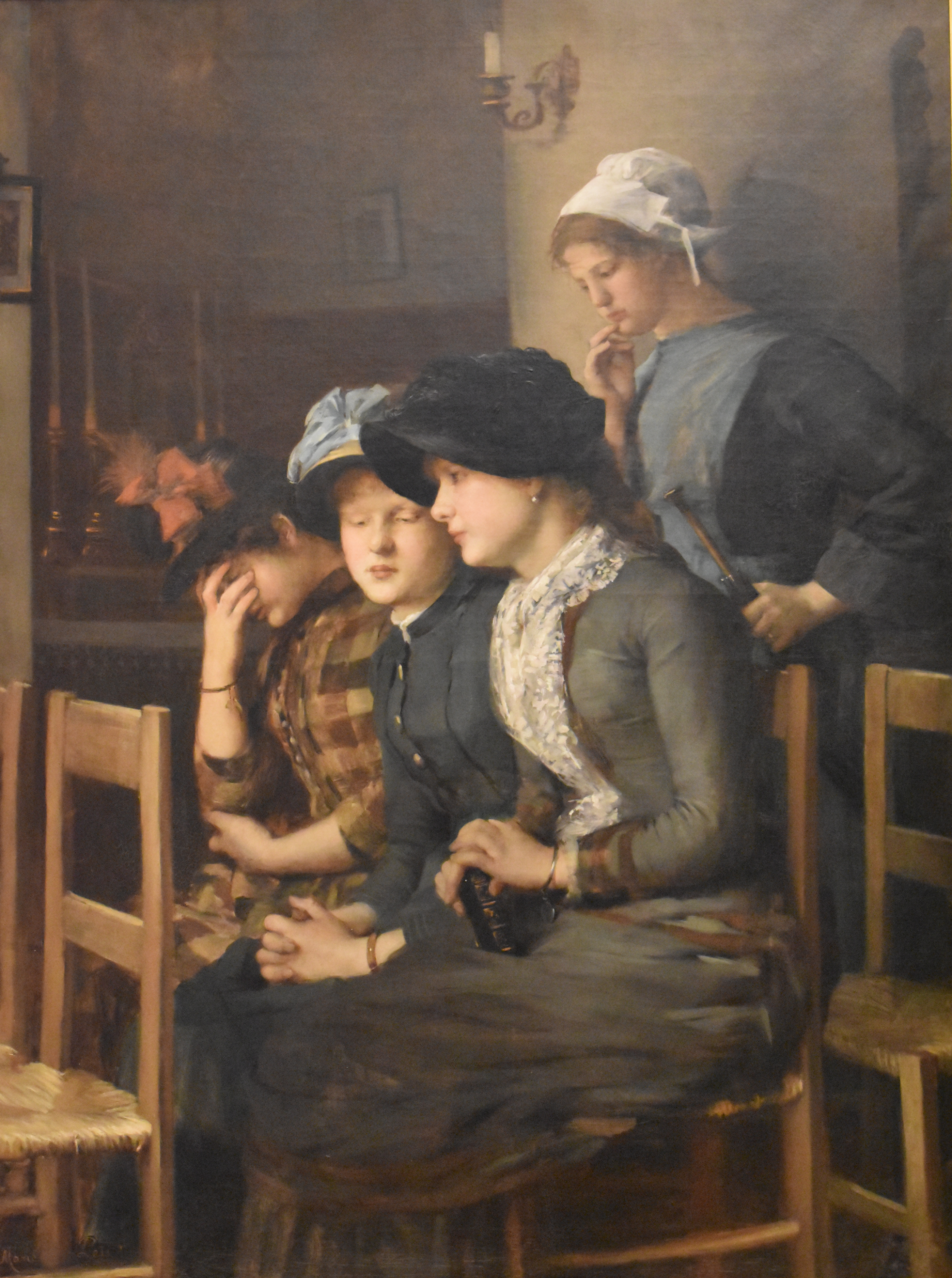
Jeunes filles à l'église (1870-1893), Limoux, Museo Petiet.
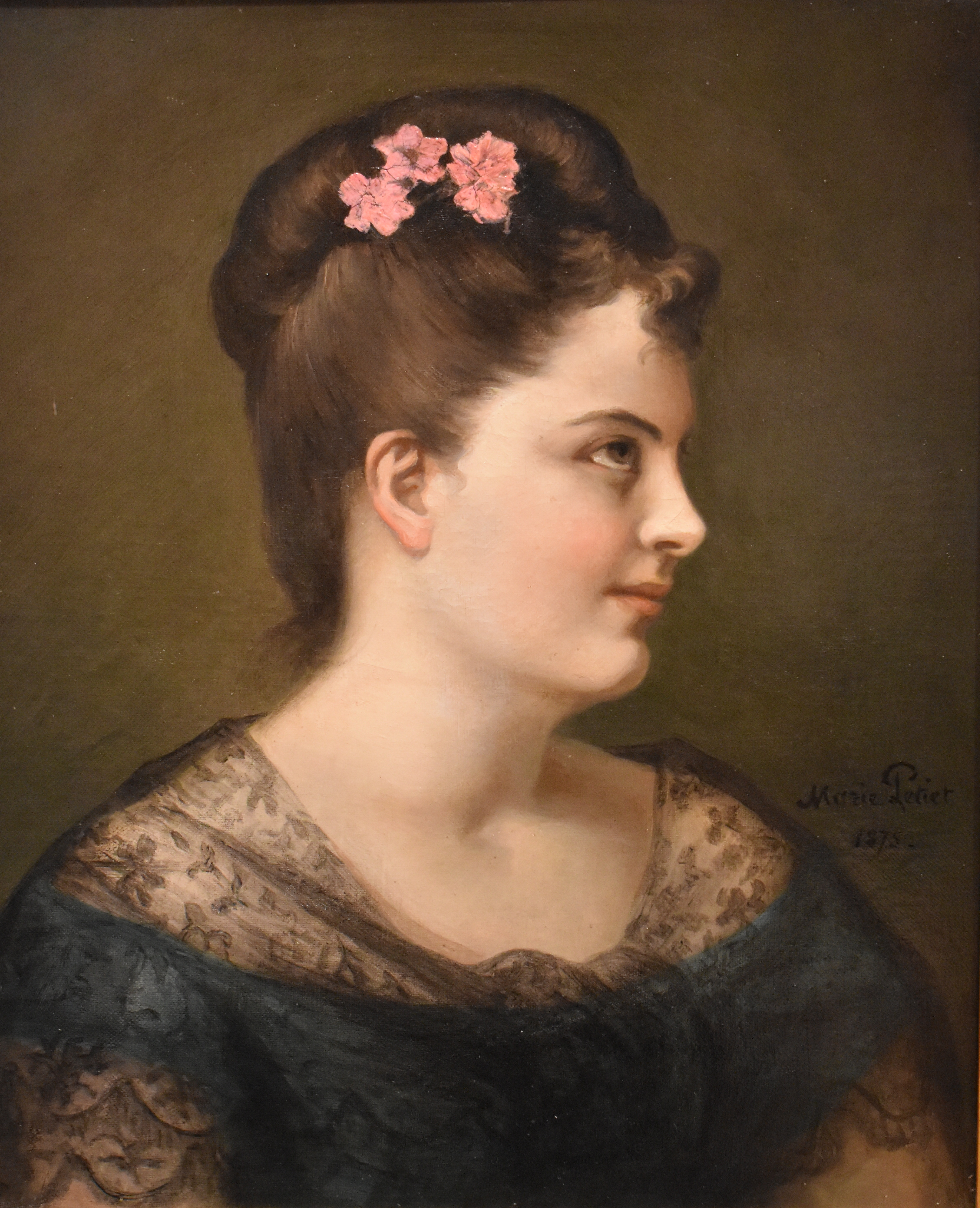
Autorretrato (1875), Limoux, Museo Petiet.
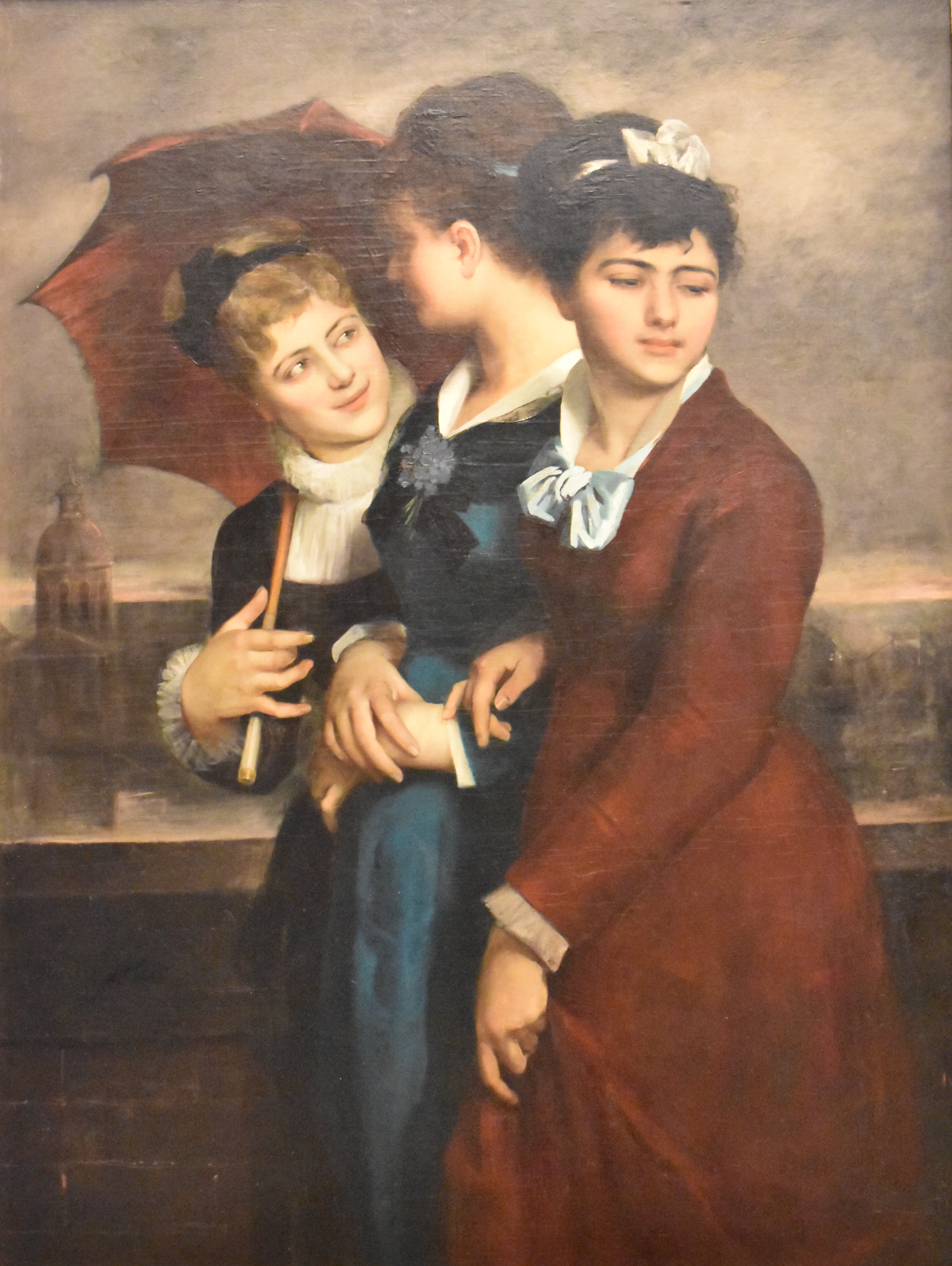
Trois grisettes toulousaines (1879), Limoux, Museo Petiet.
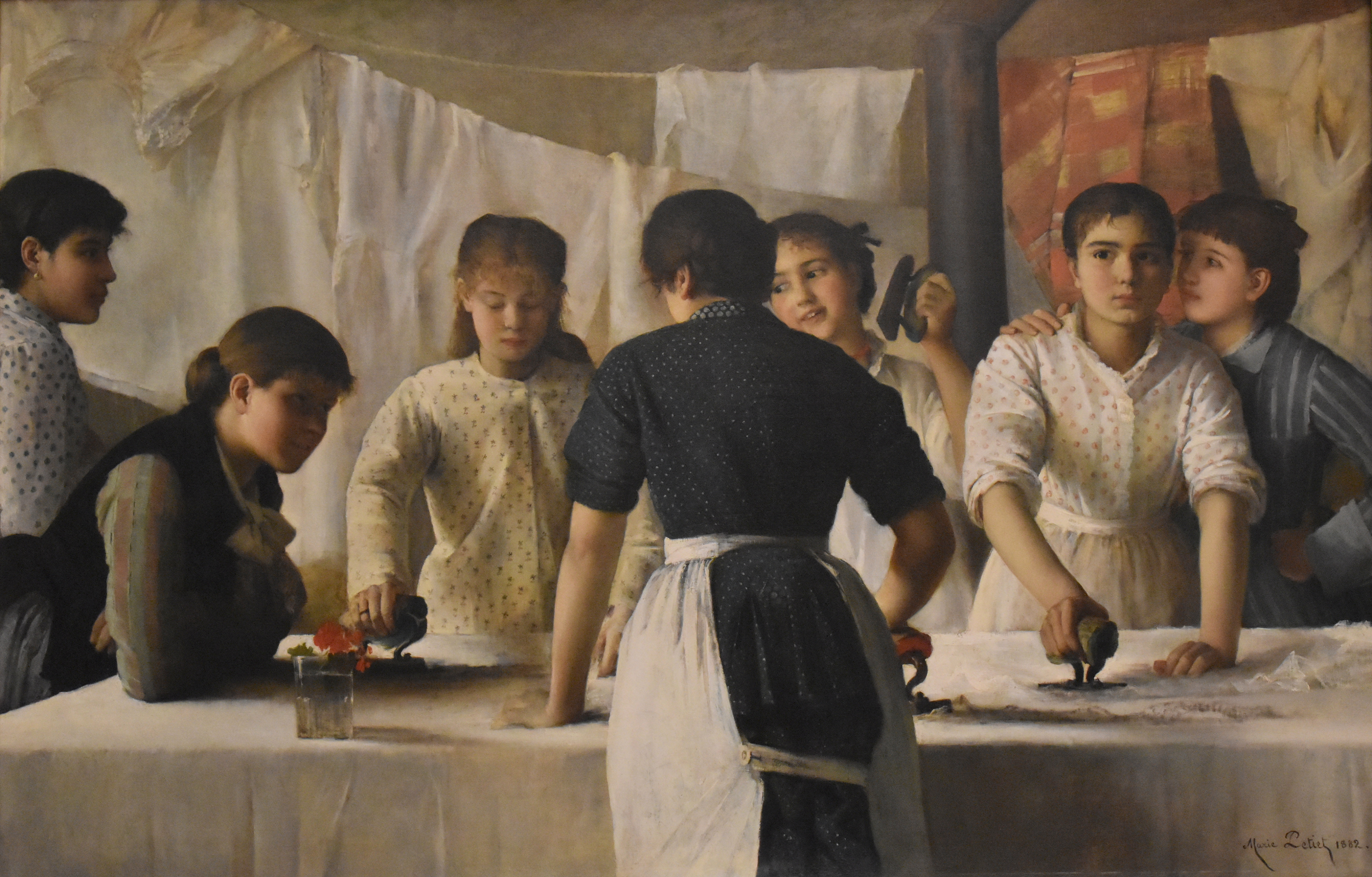
Blanchisseuses (1882), Limoux, Museo Petiet.
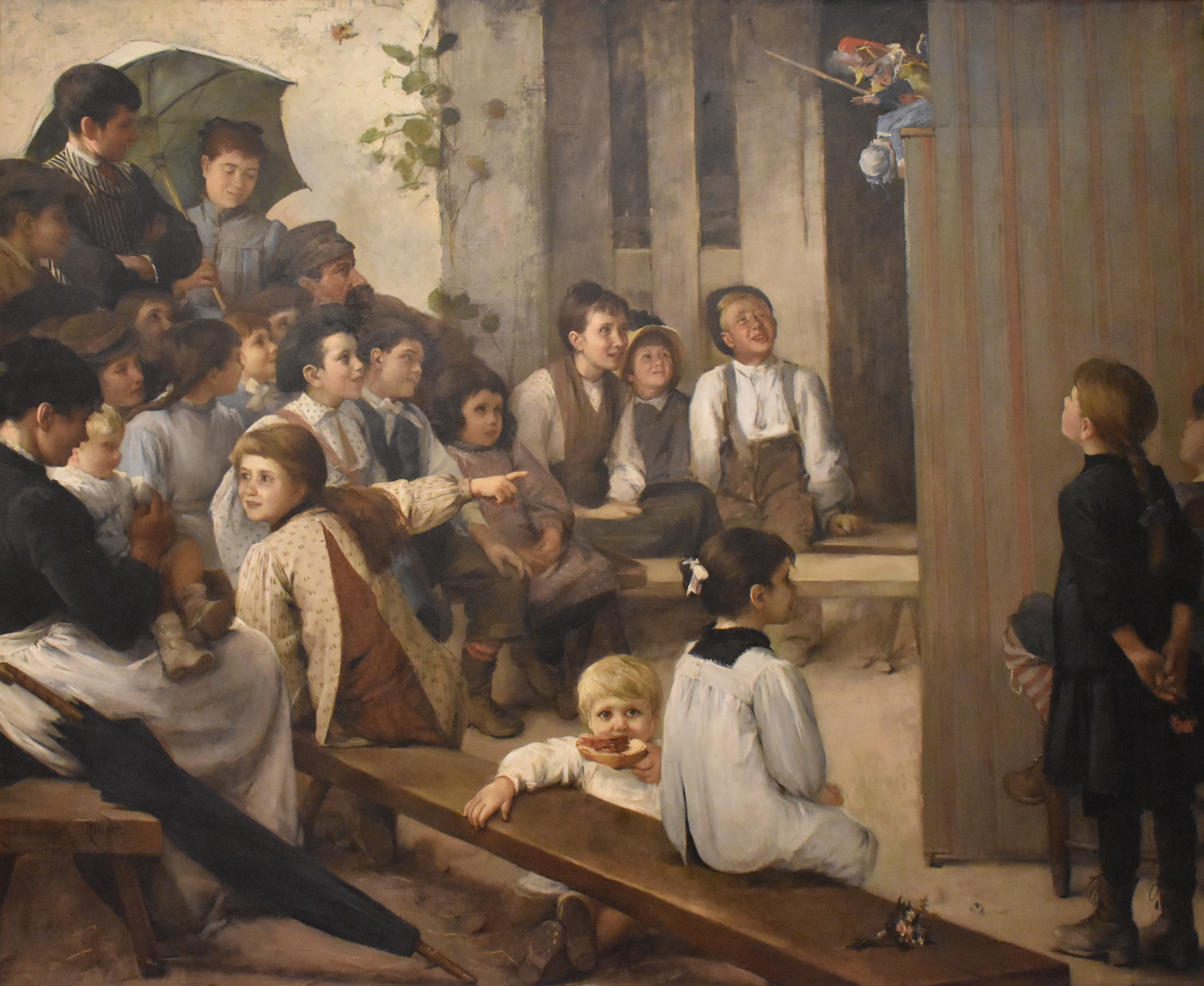
Guignol au village (1886), Limoux, Museo Petiet
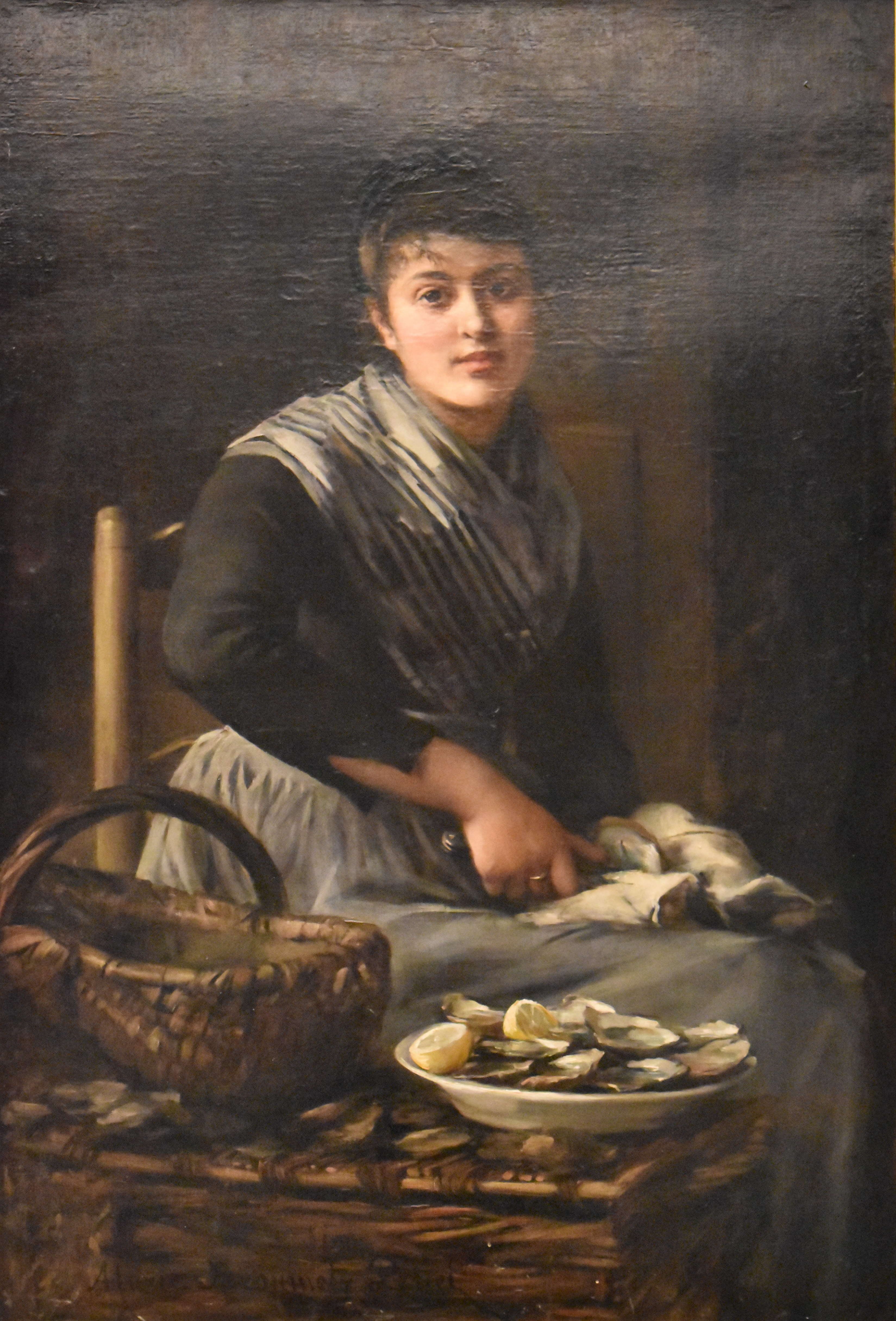
Écaillère (1886-1889), Limoux, Museo Petiet.
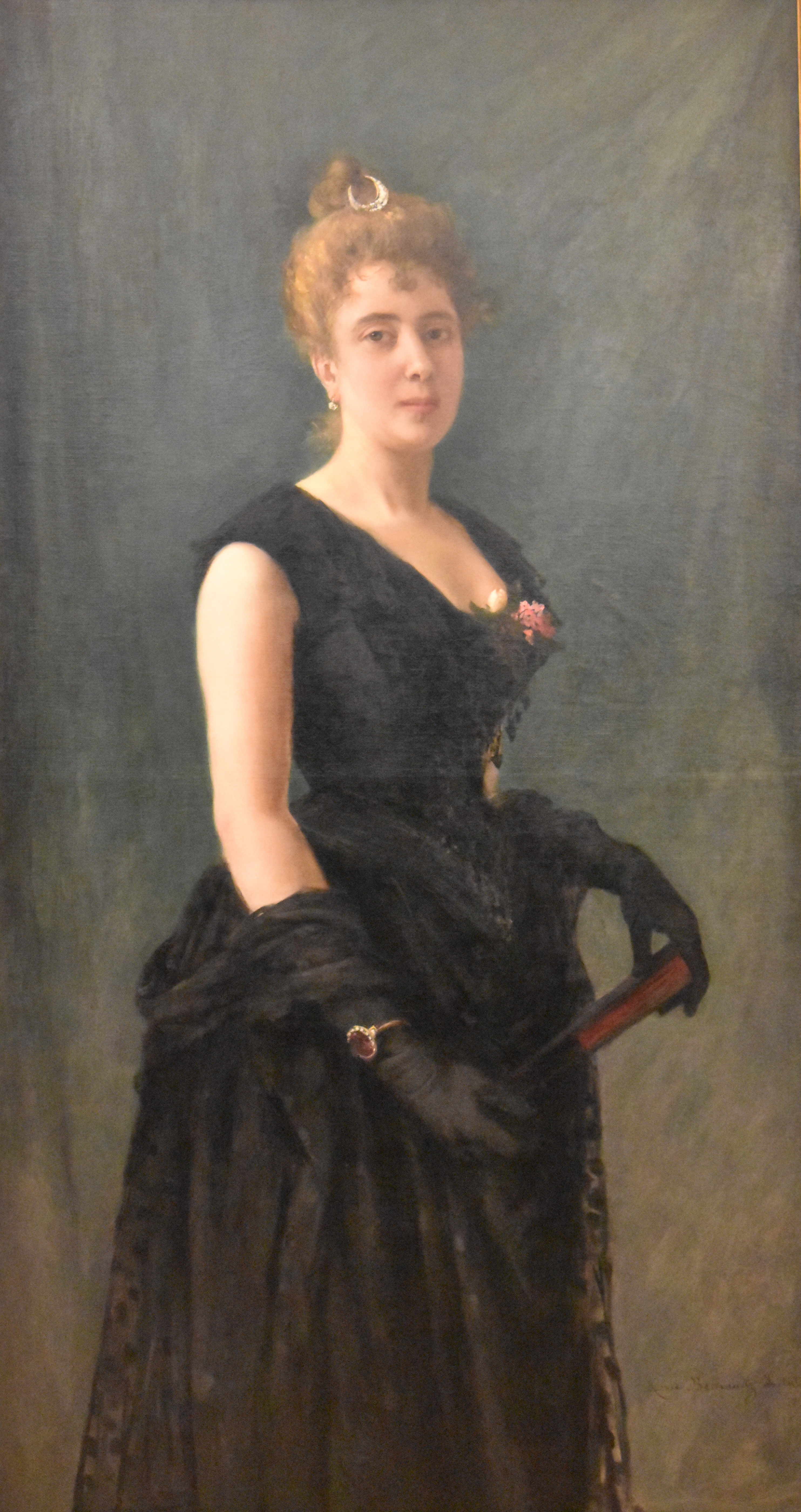
Retrato de señora MF (1891), Limoux, Museo Petiet.
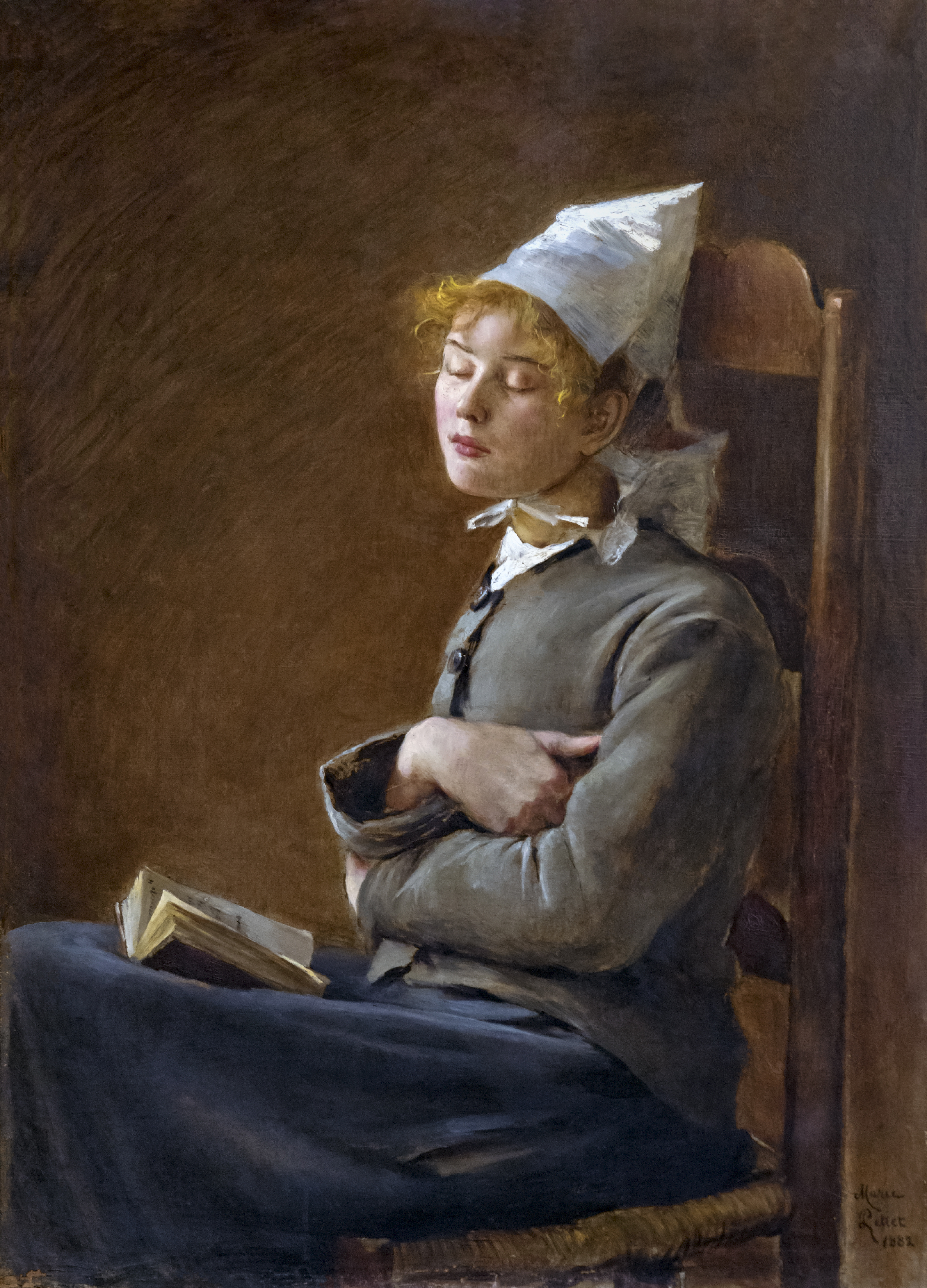
La Liseuse endormie (1882) Museo de Bellas Artes de Carcasona

## Exposiciones
- Marie Petiet, pintora del siglo XIX, Museo de Bellas Artes de Carcasona del 4 de julio al 27 de septiembre de 2014.